# Вале Сан Мартино (Асколи Пичено)
Вале Сан Мартино (итал. Valle San Martino) насеље је у Италији у округу Асколи Пичено, региону Марке.
Према процени из 2011. у насељу је живело 19 становника. Насеље се налази на надморској висини од 187 м.